# سان مارکو دی کاووتی
سان مارکو دی کاووتی (به ایتالیایی: San Marco dei Cavoti) یک کومونه در ایتالیا است که در استان بنونتو واقع شده‌است. سان مارکو دی کاووتی ۴۸٫۸ کیلومتر مربع مساحت و ۴٬۳۲۲ نفر جمعیت دارد و ۶۹۵ متر بالاتر از سطح دریا واقع شده‌است.